# Коноваева, Ксения Владиславовна
Ксения Владиславовна Коноваева (род. 3 марта 2005, Кострома) — российская футболистка, полузащитница московского «Спартака». Выступала за сборную России.

## Биография
Занималась любительским футболом в родном городе Костроме. В возрасте 15-ти лет переехала в Рязань, где присоединилась к местному клубу «Рязань-ВДВ», выступала за молодёжную команду, первый матч за основную команду в Суперлиге провела 30 октября 2021 года против «Краснодара», первый мяч забила 26 августа 2023 года в ворота «Ростова».
С декабря 2023 года — игрок московского «Спартака». Первый матч за клуб провела 9 марта 2024 года против «Зенита». В Кубке России 2024 забила 5 мячей в матче против «Пари Нижний Новгород». Бронзовый призёр чемпионата России 2024.
Вызывалась в юниорскую сборную России, но в официальных матчах не участвовала. Первый матч за основную женскую сборную России провела 1 декабря 2023 года против сборной Парагвая.